# Richard Pischel
Richard Pischel (18 janvier 1849 - 26 décembre 1908) est un indianiste allemand.

## Biographie
Richard Pischel obtient en 1870 son doctorat à l'Université de Breslau, sa ville natale, sous la direction d'Adolf Friedrich Stenzler (1807-1887). Sa thèse de fin d'études est intitulée De Kalidasae Cakuntali recensionibus (« Sur les critiques de Shâkuntalâ de Kâlidâsa »). En 1875, il est nommé à l'université de Kiel, où il est professeur de sanskrit et de linguistique comparée.
De 1885 à 1902, il est professeur d'indologie et de linguistique comparée à l'université de Halle. A Halle, il collabore avec Karl Friedrich Geldner (de) (1852-1929) sur d'importantes études védiques (Vedische Studien ; trois volumes). En 1900, il est nommé recteur de l'université et, de 1886 à 1902, il est directeur et bibliothécaire de la Deutschen Morgenländischen Gesellschaft.
En 1902, il est nommé professeur d'indologie à l'Université de Berlin. Il décède le 26 décembre 1908 à Madras, peu de temps après son arrivée en Inde, où il devait donner une série de conférences. L'un des meilleurs écrits de Pischel est le magistral Grammatik der Prakrit-Sprachen ( Grammaire des langues prakrites, 1900). Deux ans avant sa mort, il publie un livre sur la vie et les enseignements de Bouddha, intitulé Leben und Lehre des Buddha.
Les élèves les plus connus de Pischel sont Friedrich Schrader (de) (à ne pas confondre avec Friedrich Otto Schrader (1876-1961)), qui devient célèbre comme écrivain, rédacteur de journal et historien de l'art à Constantinople, le baron Alexandre von Staël-Holstein, qui devient un célèbre spécialiste des langues et de la sinologie d'Asie centrale, et Karl Eugen Neumann, lui-même bouddhiste depuis les années 1880, et avec ses traductions de textes de Bouddha l'un des fondateurs du « néo-bouddhisme » occidental, qui a un énorme impact sur les écrivains et intellectuels contemporains tels que Hermann Hesse et Thomas Mann.